# زجاجين

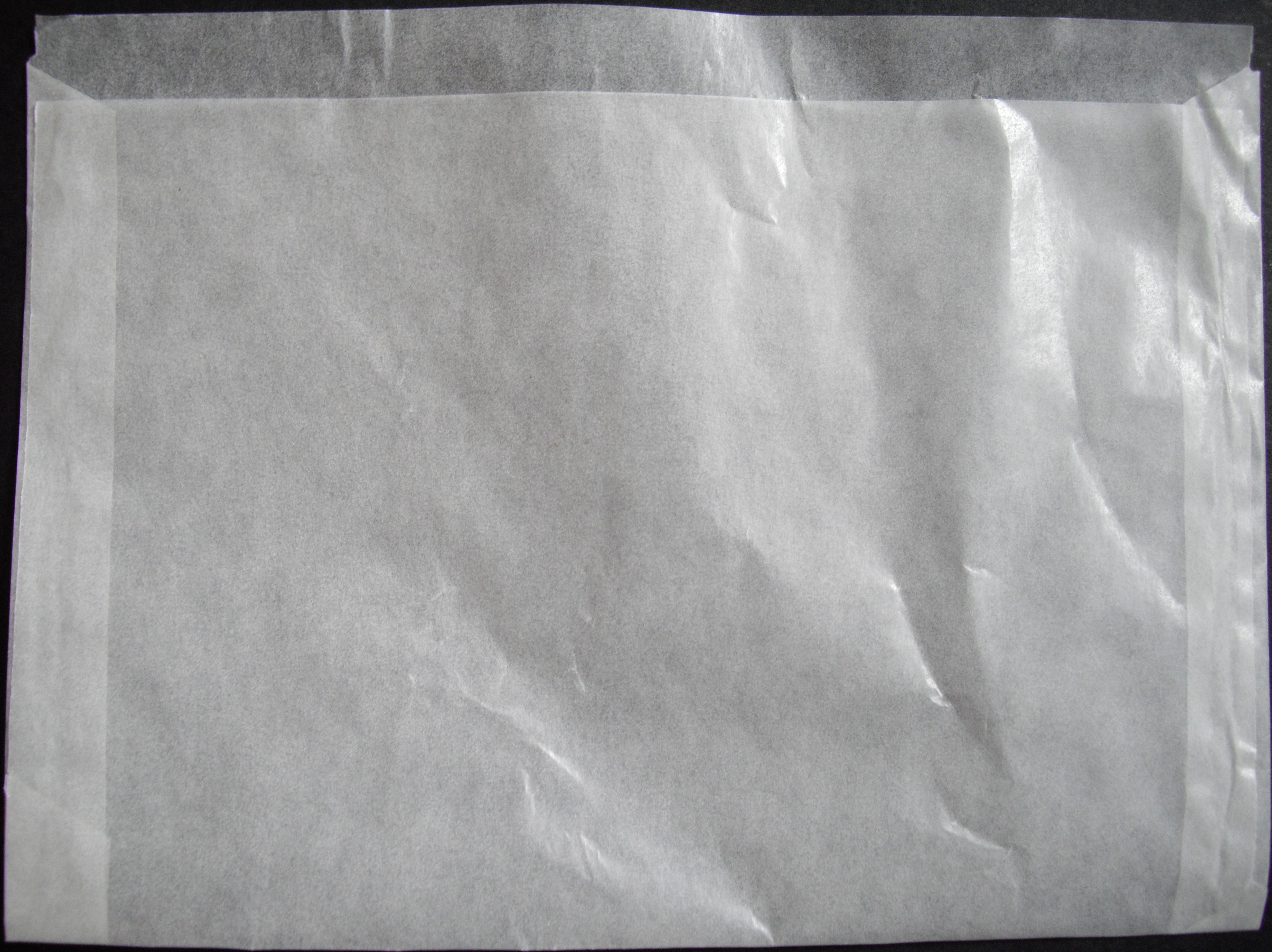
مغلف زجاجين

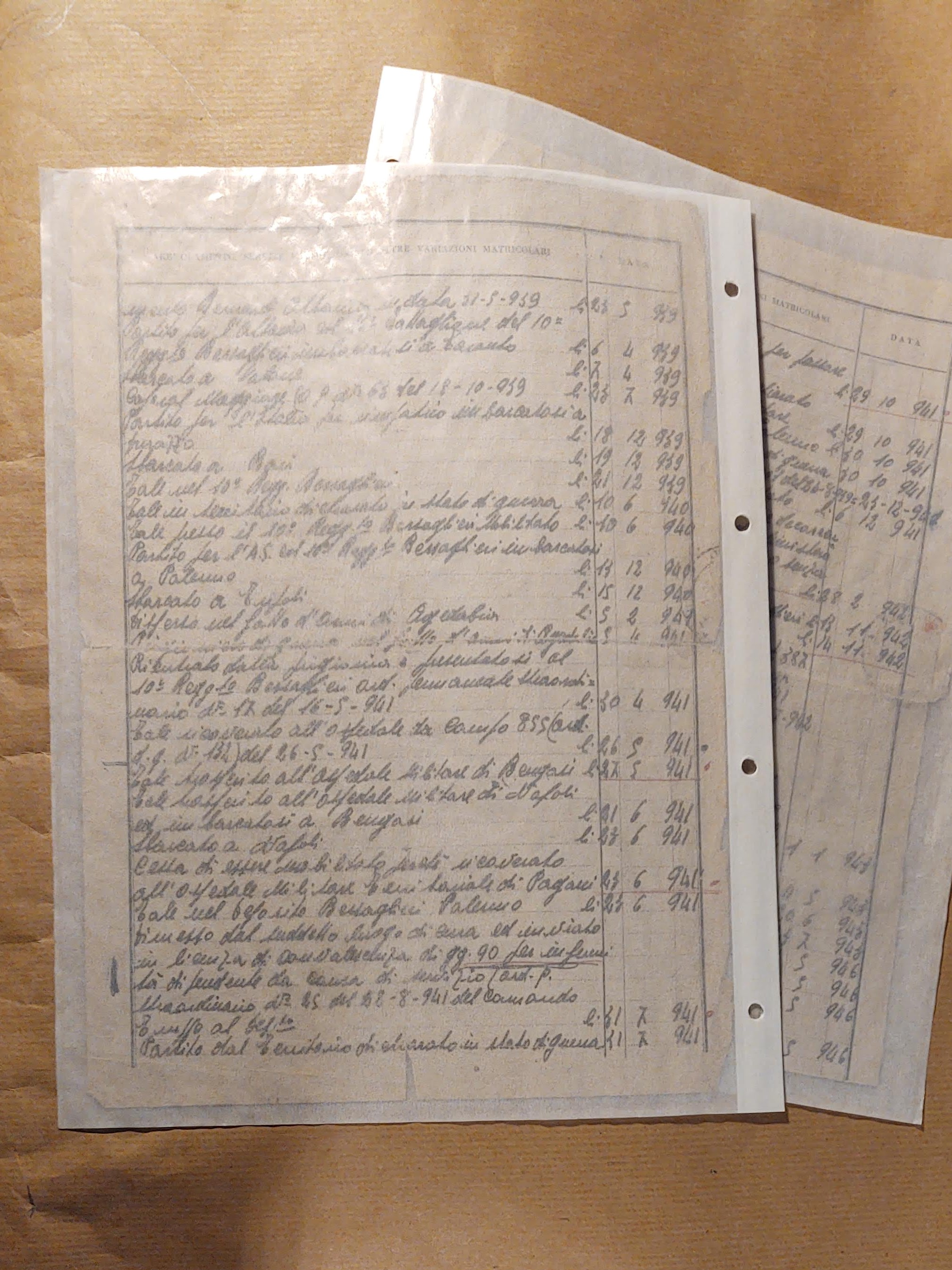
مستندات في مغلف زجاجين

الزُّجاجين أو ورق مزجج صقيل ورق أملس لامع مقاوم للهواء والماء والشحوم. عادة ما تكون متاحة بكثافة بين 50–90 غ/م2 (0.010–0.018 رطل/قدم2). وهو شفاف ما لم تُضف إليه الأصباغ لتلوينه أو جعله معتمًا . تُصنع عن طريق الصقل: يُمرر النسيج الورقي بعد الضغط والتجفيف عبر كومة من اللفائف المغطاة بالصلب والألياف المتناوبة تسمى المِصقلة بحيث تتسطح الألياف الورقية في نفس الاتجاه.